# Burmistrz (Polska)
Burmistrz – jednoosobowy organ wykonawczy (wójt) gminy miejskiej  i gminy miejsko-wiejskiej. W miastach na prawach powiatu, powyżej 100 000 mieszkańców lub posiadających historycznie przyjęte nazewnictwo, organem wykonawczym jest prezydent miasta. Burmistrz jest również kierownikiem urzędu miasta (lub gminy miejsko-wiejskiej). Z mocy ustawy jest też kierownikiem urzędu stanu cywilnego, jednak może w swoje miejsce mianować odrębnego kierownika tego urzędu, co też z reguły jest praktykowane. Istnieje możliwość odwołania burmistrza przez wyborców. Do burmistrza stosuje się przepisy o wójcie i jego wyborze. Burmistrz istniał w okresie II Rzeczypospolitej i Polski Ludowej do 1950 r.

## Historia
W Polsce urząd ten pojawił się w XIII wieku, razem z rozwojem samorządu miejskiego. Burmistrz był przewodniczącym rady miejskiej, wybieranym zwykle co kwartał spośród rajców. W dawnym, niemieckim, prawie miejskim burmistrz był jednocześnie przewodniczącym organu stanowiącego, czyli rady i jednocześnie organem wykonawczym miasta.
W XIX wieku nastąpiło oddzielenie funkcji burmistrza od funkcji przewodniczącego rady miejskiej. Od tej pory przewodniczył on kolegialnemu organowi wykonawczemu miasta, zwanemu magistratem lub zarządem miejskim.
Niedługo po II wojnie światowej w Polsce w 1950 roku urząd burmistrza zniesiono, razem z całym samorządem terytorialnym. Kompetencje przejęło prezydium Miejskiej Rady Narodowej, a później, po reformie w 1973 roku, naczelnik miasta.
Urząd burmistrza ponownie ustanowiono po przywróceniu samorządu terytorialnego w 1990 roku. Był  wybierany przez radę miasta wspólnie z pozostałymi członkami zarządu miasta.
Od 2002 r. burmistrz jest wybierany przez ogół mieszkańców gminy w bezpośrednich wyborach powszechnych i jest jednocześnie jednoosobowym organem wykonawczym gminy (likwidacja zarządu miasta).